# Cryptus triguttatus
Cryptus triguttatus là một loài tò vò trong họ Ichneumonidae.